# Oto usta już zamkniona
Oto usta już zamkniona – incipit anonimowego polskiego wiersza, pochodzącego z drugiej połowy XV wieku. Prawdopodobnie stanowi fragment większej, niezachowanej całości.
Wiersz został zapisany na 257 stronie kodeksu zawierającego łacińskie kazania opatrzone polskimi glosami. Manuskrypt pochodził z drugiej połowy XV w. i pod koniec XIX wieku należał do Biblioteki Towarzystwa Naukowego w Toruniu. Później zaginął. Odkrycie utworu ogłosił Teodor Wierzbowski (artykuł Dwa przyczynki do starożytnego słownictwa polskiego) w 1884 r. publikując jego transliterację i transkrypcję.
Wiersz, należący do kręgu średniowiecznych tekstów dydaktycznych, zbudowany jest z 11 wersów. Opowiada o sytuacji w domu zmarłego właśnie ojca rodziny. Milczenie nieboszczyka zostaje skontrastowane z hałasem czynionym przez żywych: sporem przyjaciół o spadek, płaczem dzieci i żony, którzy obnoszą się z tym z powodu żałobnej konwencji (A dziatki żałosno płaczą, / Poki na oćca w domu patrzą. / Żona, splatając ręce, gorzko krzyczy, / Poki zwony zwoniąc słyszy.). Do domu przychodzą członkowie kościelnego bractwa, aby uczestniczyć w obrzędach. Odbiorca utworu dowiaduje się, że zmarły za życia był chciwy i wykłócał się o każdą sumę pieniędzy.
Utwór jest sylabicznie nieregularny (przeważnie 8-zgłoskowy, ale występują też wersy 7- i 13-zgłoskowe), zbudowany w oparciu o rymy parzyste – jedynie wers 4 rozbija ten układ. Skłoniło to Aleksandra Brücknera do postawienia tezy, jakoby podczas zapisywania tekstu z pamięci doszło do oczywistych pomyłek. W 1897 roku zaproponował więc własną rekonstrukcję utworu, w której usunął czwarty wers (jako błędny), a pozostałe poprawił w taki sposób, aby uzyskać regularnego 8-zgłoskowca.